# Театр наций
Госуда́рственный теа́тр на́ций — драматический театр, расположенный в Петровском переулке в Москве. Основан в 1987 году по инициативе Союза театральных деятелей РСФСР и представителей театров союзных республик как Государственный театр дружбы народов. Современное название получил в 1992-м.

## История

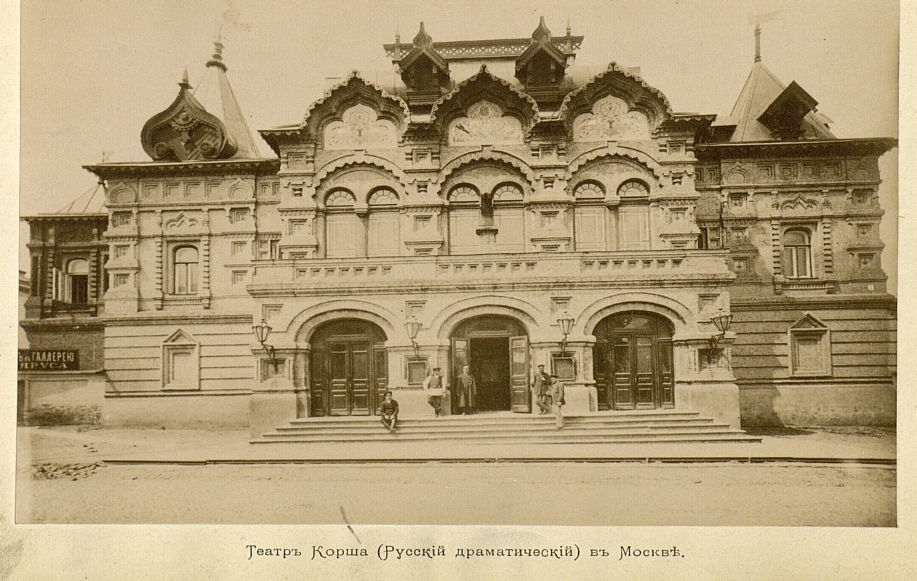
Здание театра Корша, 1890-е годы

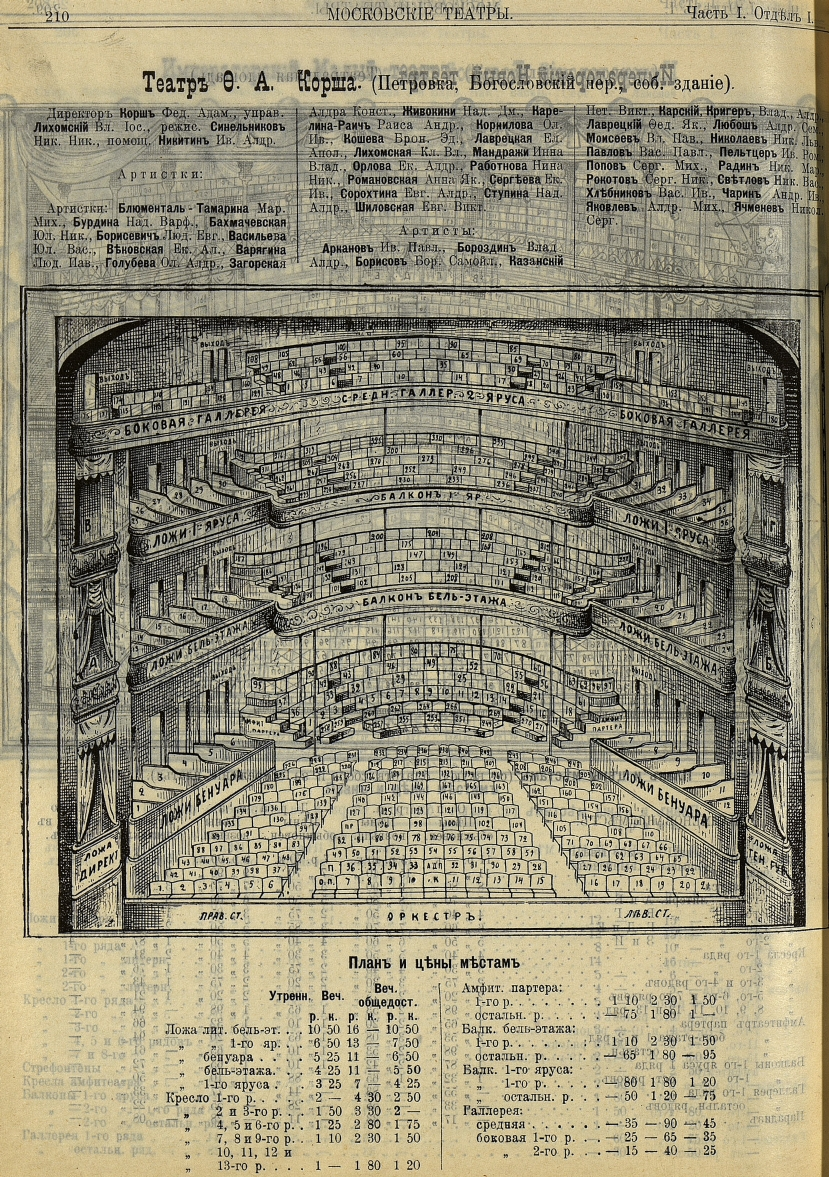
Труппа и план театра из адресной и справочной книги А. П. Крюкова на 1907 год

### История участка
Согласно переписи 1688 года, на месте будущего театра находился двор «головы стрелецкого» Фёдора Нарышкина. Петровский переулок появился в XVIII веке и изначально назывался Хлебным. Позже он был переименован в Хлебин, а затем в Богословский — по храму святого Григория Богослова. В 1822 году переулок получил название Петровским по рядом стоящему Высоко-Петровскому монастырю.

### Театр Корша
В 1882 году была ликвидирована монополия императорских театров, после чего театральный деятель и антрепренёр Фёдор Корш создал первый частный театр — Русский драматический с неофициальным названием «Театр Корша». Дебютный спектакль театра — комедия «Ревизор» — прошёл 30 августа 1882 года в Камергерском переулке. В 1885-м братья Бахрушины выделили Фёдору Коршу участок в Петровском переулке на 12 лет и пожертвовали на строительство театра 50 тысяч рублей. Здание было построено по проекту архитектора Дмитрия Чичагова в русском стиле.
Здание возвели быстро: 5 мая 1885 года заложили первый камень, а уже 30 августа состоялось открытие театра и на сцене показали отрывки из нескольких спектаклей. В 1897 году в здании театра показывали фильмы актёра-энтузиаста кино Владимира Сашина-Фёдорова. Однако спешка при строительстве привела к тому, что здание оказалось сырым — по некоторым стенам текла вода. При этом театр освещался при помощи электричества, что в конце XIX века являлось редкостью и производило на публику огромное впечатление.
В 1917 году по причине ухудшения здоровья Фёдор Корш отошёл от театральных дел, а его театр был преобразован в товарищество артистов и перешёл к новому владельцу — Морицу Шлуглейту. В 1925-м театр стал государственным и поменял название на «Комедия». Ещё через семь лет, 31 января 1933 года, прошёл последний спектакль, после чего распоряжением Наркомпроса театр был закрыт, персонал распределён между театрами, а здание передано Московскому Художественному театру, в марте того же года приступившему к показу новых спектаклей.

### Театр наций
10 марта 1987 года по инициативе Союза театральных деятелей РСФСР и представителей театров союзных республик на основании постановления Совета министров СССР был создан Государственный театр дружбы народов. Художественным руководителем стал Евгений Симонов, а директором — Михаил Чигирь. Открытие состоялось 15 ноября 1987 года на сцене МХАТ и было приурочено к 70-летию Октябрьской революции.
29 декабря 1992 года Министерство культуры России преобразовало театр в Государственный театр наций. Основной задачей нового театра считалось возрождение российской антрепризы, а также создание своеобразной театральной ярмарки и площадки для знакомства зрителей Москвы с лучшими отечественными и зарубежными спектаклями.
В 1993 году театру передали здание в Петровском переулке, но до завершения ремонта спектакли проходили на площадках других театров. Первым спектаклем в здании театра стала постановка трагедии Шекспира «Король Лир» Грузинского академического театра имени Шоты Руставели.
Бенефисные представления в разное время устраивали примадонна эстонского балета Кайе Кырб, танцовщик Вадим Писарев, хореографы Борис Эйфман, Борис Мягков, Евгений Панфилов, Светлана Воскресенская.

## Современность

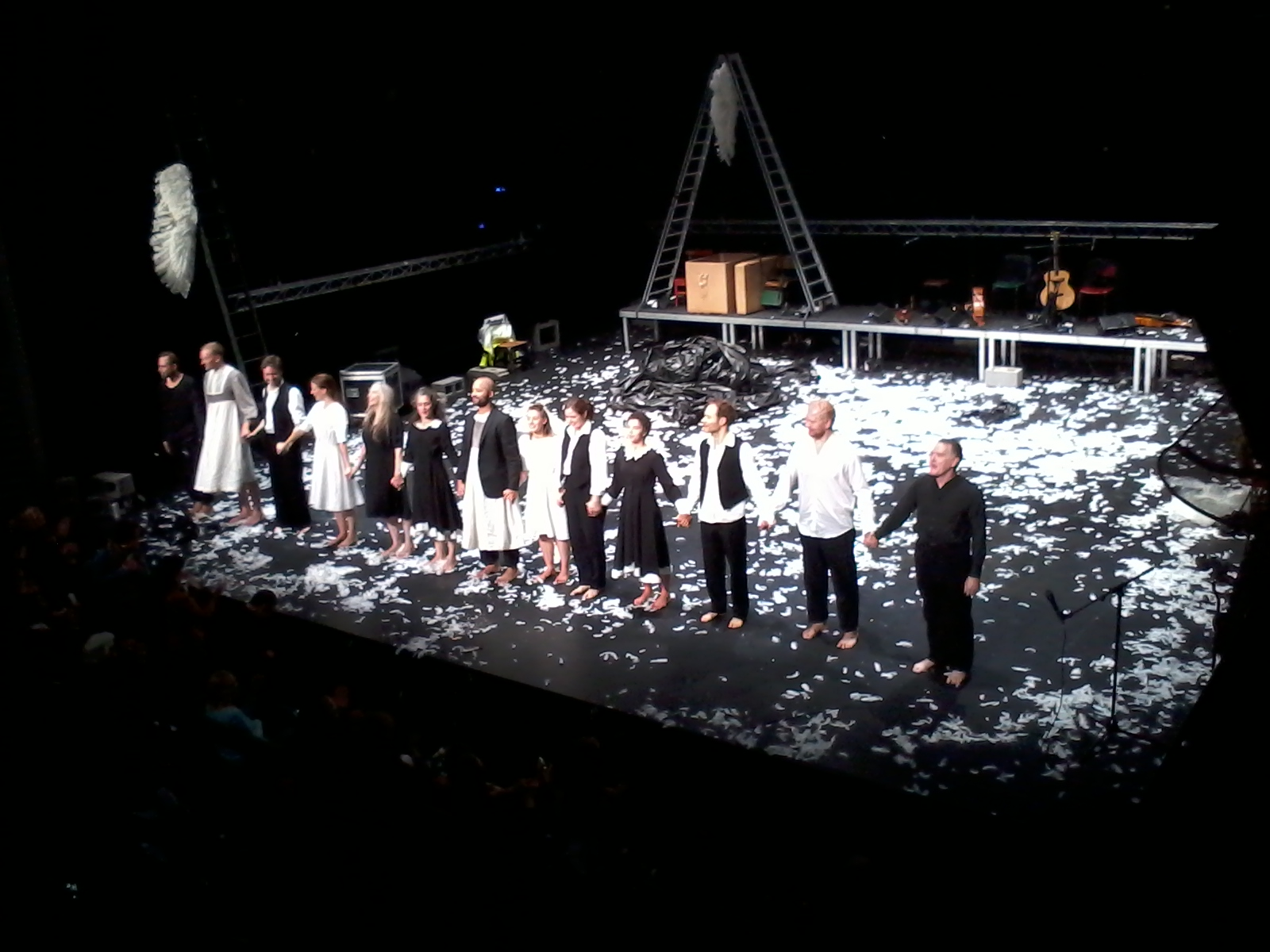
Фестиваль DanceInversion 2017. Актёры ирландского театра Teaċ Daṁsa с постановкой Loch na hEala на сцене Театра наций, 2017 год

18 декабря 2006 года директора театра Михаила Чигиря сняли с должности. На его место назначили народного артиста России Евгения Миронова. 6 июня 2007 года должность директора упразднили, а Евгений Миронов стал художественным руководителем.
С 2008 по 2011 год здание было закрыто на реконструкцию, в это время артисты выступали на других театральных площадках. Обновлённая центральная сцена открылась 15 сентября 2011 года, малая — в январе 2013-го.
В 2016 году в реконструированном особняке XIX века по адресу Страстной бульвар, 12/2 было открыто Новое пространство Театра наций, на площадке которого проводили выставки, мастер-классы и различные творческие проекты.
Собственная труппа у театра отсутствует, артисты приглашаются для участия в отдельных проектах. Театр проводит российские и международные фестивали, разрабатывает проекты театральных программ, представляет спектакли разных стран, а также занимается продюсированием собственных постановок. Театр Наций активно гастролирует в пределах России и по всему миру, а также является постоянным участником и победителем многих российских и международных театральных конкурсов. В свою очередь, одно из приоритетных направлений его деятельности — Фестиваль театров малых городов России. Это единственный крупный форум, собирающий важные события регионального театра. Именно здесь зачастую появляются значимые режиссерские, актерские и драматургические работы. Кроме того, театр ежегодно проводит «Театр Наций FEST», задача которого — приобщить зрителей отдаленных регионов к достижениям современного театра, а также Творческие лаборатории по современной драматургии в разных городах России. Отдельным проектом является «Театр Наций — театрам атомных городов», проводимый совместно с программой «Территория культуры Росатома».
Театральные фестивали
- «Опера-парад» — сольные программы звёзд российской оперной сцены и участие в гала-концертах крупнейших музыкальных театров страны
- «Оперная панорама»
- «Фестиваль моноспектаклей» представлял творчество российских артистов Владимира Рецептера, Бориса Левинсона, Риммы Быковой, Александра Филиппенко, Евгения Симонова, Сергея Юрского и их зарубежных коллег
- «Фестиваль театров малых городов России»
- «Национальное достояние России» — лучшие работы российских режиссёров, актёров, художников сцены
- «Фестиваль театров Украины»
- «Фестиваль стран Балтии» — в 1995 году при участии Русского драматического театра Эстонии, Пярнуского драматического театра «Эндла», Русского драматического театра Литвы, Вильнюсского малого драматического театра, Рижского театра русской драмы, Нового Рижского театра, Санкт-Петербургского ТЮЗа им. Александра Брянцева
- «Окно в Нидерланды» — представил всю панораму видов и жанров современного искусства Нидерландов: театр, кино, литература, музыка, танец, живопись, фотография
- «Мини-Авиньон» — позволил привезти в Россию зарубежные спектакли, участвовавшие в Авиньонском фестивале
- Фестиваль «Стриндберг в Москве» и другие[2][7]

## Награды
- «Живой театр» — «Рассказы Шукшина»: «спектакль», «режиссура: новая волна», «актриса», «актёр»
- «Золотая маска» — «Мухи» Анны Абалихиной и Дины Хусейн: «лучший спектакль», «лучшая женская роль»
- «Золотая маска» — «Федра. Золотой колос»: «лучший спектакль», «лучший режиссёр», «лучший художник», «лучшая женская роль»
- «Золотая маска» — «Рассказы Шукшина»: лучший драматический спектакль большой формы, лучшая мужская роль в драматическом спектакле (Евгений Миронов), лучшая работа художника в драматическом спектакле (Виктория Севрюкова)
- «Золотая маска» — «Калигула»: лучшая мужская роль в драматическом спектакле (Евгений Миронов)
- «Золотая маска» — «Дыхание»: лучший художник (Ксения Перетрухина)
- «Хрустальная Турандот» — «Рассказы Шукшина»: лучший спектакль, лучшая женская роль (Чулпан Хаматова), лучшая мужская роль (Евгений Миронов)
- «Хрустальная Турандот» — «Гамлет | Коллаж»: лучшая мужская роль (Евгений Миронов)[7]
- «Золотая маска» (2021) — «Лучший спектакль в драме, большая форма»[8]
- «Хрустальная Турандот» (2021) — «Горбачёв»: лучший спектакль (реж. Алвис Херманис)[9][10]
- «Золотая маска» (2022):
  - «Ходжа Насреддин»: лучший спектакль в театре кукол (реж. Тимур Бекмамбетов)
  - Специальная премия жюри драматического театра и театра кукол — за создание спектакля «Горбачёв»[11]

## Постановки текущего репертуара
- «Бовари», реж. Андрей Прикотенко, в ролях Александра Ревенко, Тарас Бибич и др.;
- «Борис Годунов», реж. Петр Шерешевский, в ролях Игорь Гордин, Данил Стеклов, Юлия Хлынина и др.;
- «ГрозаГроза», реж. Евгений Марчелли, в ролях Юлия Пересильд, Павел Чинарёв, Глафира Лебедева, Анастасия Светлова и др.;
- «Десять посещений моей возлюбленной», реж. Мурат Абулкатинов, в ролях Владислав Медведев, Глафира Лебедева, Элизабет Дамскер и др.;
- «Дон Кихот», реж. Атон Фёдоров, в ролях Тимофей Трибунцев, Семен Штейнберг, Андрей Максимов, Наталья Рычкова и др.;
- «Друзья» , реж. Мотои Миура, в ролях Сергей Епишев, Олег Савцов, Александра Ревенко и др.;
- «Дядя Ваня», реж. Стефан Брауншвейг, в ролях Евгений Миронов, Юлия Пересильд/Елизавета Боярская, Виктор Добронравов, Виктор Вержбицкий и др.;
- «Живой Т.», реж. Данил Чащин, в ролях Дмитрий Лысенков, Елена Николаева, Олег Савцов и др.;
- «Кабаре», реж. Евгений Писарев, в ролях Александра Урсуляк/Юлия Чуракова, Денис Суханов/Олег Савцов, Сергей Кемпо и др.;
- «Как я стал художником», авторы «Эскизы в пространстве», в ролях Никита Мальцев, Василий Карпов, Дмитрий Максименков и др.;
- «Игра», реж. Явор Гырдев, в ролях Виктор Вержбицкий, Александр Новин;
- «Канарейка», реж. Дмитрий Сердюк, в ролях Сати Спивакова, Владимир Шульга, Евгений Данчевский, Татьяна Кречетова, Илона Гайшун и Евгений Самарин;
- «Каренина процесс», реж. Алла Сигалова, в ролях Софья Эрнст, Игорь Миркурбанов, Сергей Яковлев и др.;
- «Коралловый остров», реж. Артём Терёхин, в ролях Григорий Артеменко, Иван Злобин, Владислав Медведев, Лев Зулькарнаев и др.;
- «Кто боится Вирджинии Вулф?», реж. Данил Чащин, в ролях Евгений Миронов, Агриппина Стеклова, Мария Смольникова и Александр Новин;
- «Любовное настроение», реж. Артём Терёхин, в ролях Елизавета Арзамасова, Глеб Ромашевский, Фэйя Цзоу и др.;
- «Макбет», реж. Елизавета Бондарь, в ролях Дмитрий Гизбрехт, София Сливина, Антон Косточкин и др.;
- «Мастер и Маргарита», реж. Робер Лепаж, в ролях Евгений Миронов, Наталья Ноздрина, Виктор Вержбицкий, Андрей Смоляков, Дмитрий Сердюк и др.;
- «Моими глазами», реж. Дмитрий Сердюк, в ролях Наталья Тенякова/Людмила Трошина, Авангард Леонтьев, Сати Спивакова и др.;
- «Мой брат умер», реж. Максим Соколов, в ролях Сергей Волков, Илья Гененфельд, Григорий Артеменко и др.;
- «Молодость», реж. Галина Зальцман, в ролях Эва Мильграм, Елизавета Струнина, Иван Середкин и др.;
- «Му-Му», реж. Дмитрий Крымов, в ролях Евгений Цыганов, Мария Смольникова, Алина Ходжеванова, Инна Сухорецкая и др.;
- «На всякого мудреца», реж. Константин Богомолов, в ролях Александр Семчев, Игорь Миркурбанов, Виктор Вержбицкий и др.;
- «„Наше всё…“ Ахматова. Свидетель», автор и исполнитель Дмитрий Сердюк, композитор и музыкант Фёдор Журавлёв;
- «„Наше всё…“ Антон Чехов. Привилегии дамского пола», автор и исполнитель Авангард Леонтьев;
- «„Наше всё…“ Исаак Бабель», автор и исполнитель Авангард Леонтьев;
- «„Наше всё…“ Шедевры русской прозы», автор и исполнитель Авангард Леонтьев;
- «„Наше всё…“ Бродский. Лица необщим выраженьем», автор и исполнитель Дмитрий Сердюк, композитор Артём Тульчинский;
- «„Наше всё…“ Ваш А. Солженицын», реж. Марина Брусникина, в ролях Авангард Леонтьев и актеры Мастерской Дмитрия Брусникина;
- «Наше всё…» Максим Горький. «Детство» (Горький. Судьба), автор и исполнитель Авангард Леонтьев;
- «„Наше всё…“ Нодар Думбадзе», автор и исполнитель Георгий Иобадзе;
- «„Наше всё…“ Пушкин. Поэмы», автор и исполнитель Авангард Леонтьев;
- «„Наше всё…“ Русская ироническая поэма», автор и исполнитель Авангард Леонтьев;
- «„Наше всё…“ Тургенев. Метафизика любви», реж. Дмитрий Сердюк, в ролях Сати Спивакова, Владимир Кошевой;
- «Отцы и дети», реж. Семён Серзин, в ролях Сергей Волков, Ирина Старшенбаум, Ольга Лерман, Геннадий Блинов и др.;
- «Последнее лето», реж. Данил Чащин, в ролях Юлия Пересильд, Елена Николаева, Вениамин Смехов и др.;
- «Прыг-скок, обвалился потолок», реж. Марина Брусникина, в ролях Артем Быстров/Михаил Евланов, Александра Урсуляк, Дарья Калмыкова и др.;
- «Рассказы Шукшина», реж. Алвис Херманис, в ролях Евгений Миронов, Юлия Пересильд, Наталья Ноздрина, Павел Акимкин и др.;
- «Сато», реж. Филипп Гуревич, в ролях Ольга Лерман, Алена Разживина, Вера Енгалычева и др.;
- «Синяя синяя птица», реж. Олег Глушков, в ролях Сэсэг Хапсасова/Дарья Макарова/Муся Тотибадзе, Павел Акимкин/Вадим Мичман, Гурген Цатурян/Станислав Беляев и др.;
- «Сказка про последнего ангела», реж. Андрей Могучий, в ролях Роза Хайруллина, Павел Рассомахин, Данила Рассомахин, Глеб Пускепалис, Мария Мацель и др.;
- «Сказки Пушкина», реж. Роберт Уилсон, в ролях Евгений Миронов/Дмитрий Сердюк, Владимир Ерёмин, Анна Галинова, Ольга Лапшина, Наталья Павленкова и др.;
- «Тартюф», реж. Евгений Писарев, в ролях Игорь Гордин, Ольга Науменко, Сергей Волков, Аня Чиповская и др.;
- «Толстая тетрадь», реж. Татьяна Тарасова, в ролях Сергей Кирпиченок, Владислав Медведев, Элизабет Дамскер и др.;
- «Ходжа Насреддин», реж. Тимур Бекмамбетов, роли озвучивали Константин Хабенский, Евгений Миронов, Чулпан Хаматова, Игорь Золотовицкий, Инга Оболдина, Виктор Вержбицкий, Елизавета Боярская;
- «Я не убивала своего мужа», реж. Дин Итэн, в ролях Мария Смольникова, Рустам Ахмадеев, Александр Якин и др.Репертуар Театра Наций[англ.]